# Didier Auriol
Didier Auriol (nacido el 18 de agosto de 1958 en Montpellier, Francia) es un piloto de rally francés. Se destacó en el Campeonato Mundial de Rally, donde obtuvo 20 victorias, 53 podios y 554 scratches, resultando campeón en 1994, segundo en 1990 y tercero en 1991, 1992, 1993 y 1999.
Auriol es el mayor triunfador del Rally de Córcega junto con Bernard Darniche, con seis victorias en 1988, 1989, 1990, 1992, 1994 y 1995. También venció tres veces en el Rally de Monte Carlo, tres en el Rally de San Remo, dos en el Rally de Cataluña y dos en el Rally de Argentina.
Su etapa más exitosa en el Campeonato Mundial de Rally la realizó como piloto oficial de Lancia y Toyota, aunque pilotó para varias otras marcas. Además, ganó cuatro ediciones de la Carrera de Campeones en 1993, 1994, 1996 y 1999.

## Trayectoria

### Primeros años y Lancia (1984-1992)
Sus primeras participaciones en el Mundial de Rally fueron en Córcega: al volante de un Renault 5 en 1984 y 1985, y de un MG Metro 6R4 en 1986. A esa carrera sumó el Rally de San Remo en 1987 y a esas dos el Rally de Portugal y el rally de Finlandia en 1988, en ambas temporadas con un Ford Sierra. En el Rally de Córcega de 1988 consiguió su primer triunfo.
Para 1989, Auriol fue fichado por el equipo oficial Lancia, aunque participó en seis de las trece fechas del certamen. Volvió a ganar en Córcega y fue segundo en el Rally de Monte Carlo y el Rally Acrópolis, lo que lo dejó en la quinta posición final de la temporada. Con tres triunfos en Monte Carlo, Córcega y San Remo, Auriol conquistó el subcampeonato en 1990 por delante de su compañero de equipo Juha Kankkunen y por detrás del piloto de Toyota Carlos Sainz. En 1991, sus dos rivales obtuvieron diez victorias en catorce, dejándole al francés con una única conquista en San Remo y una tercera colocación final. Auriol ganó seis de las catorce carreras, pero su falta de regularidad lo relegó a un nuevo tercer puesto final.

### Toyota (1993-1999)
Auriol y Kankkunen intercambiaron marcas con Sainz para la temporada 1993: los dos primeros cambiaron sus Lancia Delta por sendos Toyota Celica, en tanto que Sainz hizo lo contrario. Mientras el español fue superado por los Ford Escort de François Delecour y Miki Biasion, Kankkunen fue campeón, y Auriol tercero entre ambos pilotos de Ford con un triunfo en Monte Carlo. Auriol logró finalmente conquistar el título en 1994 con tres victorias en Córcega, el Argentina y San Remo, por delante de Sainz (ahora en Subaru) y Kankkunen.
Luego de ganar el Rally de Córcega y quedar segundo en el Rally de Nueva Zelanda, Auriol se encontraba tercero en el campeonato 1995 previo a la disputa del Rally de España. En la verificación técnica de esa carrera, los comisarios detectaron un dispositivo que sorteaba el restrictor del turbocompresor de los Celica de Auriol, Kankkunen y Armin Schwarz. Eso motivó la quita de puntos de esa temporada de los tres pilotos y de Toyota, y una veda de doce meses para la marca.
Auriol corrió dos fechas en 1996 para equipos privados, y luego otras dos en 1997 y para el equipo oficial Toyota en las últimas cinco fechas. En 1998 compitió en todas las fechas, alcanzando una victoria en Cataluña y un quinto puesto final. Al año siguiente fue tercero por detrás de Tommi Mäkinen (Mitsubishi) y Richard Burns (Subaru), con un triunfo en el Rally de China.

### Últimos años (2000-2005)
Luego de que Toyota partiera para la Fórmula 1, Auriol se unió en 2000 al equipo oficial de SEAT. El SEAT Córdoba se mostró claramente menos competitivo que los Peugeot, Subaru y Ford, por lo cual Auriol puntuó por única vez en el Rally Safari (fue tercero) y la marca española se retiró del Mundial de rally una vez concluida la temporada. El francés pasó a Peugeot, campeón de pilotos y marcas en 2000. Al igual que su coterráneo y compañero de equipo Gilles Panizzi, se mostró débil en las carreras de gravilla y nieve en comparación con los también pilotos de Peugeot Marcus Grönholm y Harri Rovanperä. Ganó en Cataluña, fue tercero en San Remo, Córcega (las tres de asfalto) y en Australia, quedando finalmente en el séptimo lugar global.
Luego de correr solamente el Rally de Monte Carlo de 2002, Auriol participó en 2003 con un Škoda Fabia del equipo oficial, cosechando apenas un sexto y un octavo lugar. En 2005 corrió por última vez una carrera del Mundial de Rally, nuevamente en Monte Carlo.

## Palmarés

### Títulos
| Año  | Título                      | Vehículo                |
| 1986 | Campeón de Rally de Francia | MG Metro 6R4            |
| 1987 | Campeón de Rally de Francia | Ford Sierra Cosworth    |
| 1988 | Campeón de Rally de Francia | Ford Sierra Cosworth    |
| 1994 | Campeón Mundial de Rally    | Toyota Celica Turbo 4WD |

### Resultados Campeonato Mundial de Rallyes
| Año  | Equipo                               | Vehículo                      | 1       | 2       | 3       | 4       | 5       | 6       | 7       | 8       | 9       | 10      | 11      | 12      | 13      | 14      | 15  | 16  | Pos. | Puntos |
| ---- | ------------------------------------ | ----------------------------- | ------- | ------- | ------- | ------- | ------- | ------- | ------- | ------- | ------- | ------- | ------- | ------- | ------- | ------- | --- | --- | ---- | ------ |
| 1984 | Didier Auriol                        | Renault 5 Turbo               | MON     | SWE     | POR     | SAF     | FRA Ret | GRE     | NZL     | ARG     | FIN     | SRE     | CDM     | GBR     |         |         |     |     | -    | 0      |
| 1985 | Didier Auriol                        | Renault 5 Maxi Turbo          | MON     | SWE     | POR     | SAF     | FRA Ret | GRE     | NZL     | ARG     | FIN     | SRE     | CDM     | GBR     |         |         |     |     | -    | 0      |
| 1986 | Austin Rover World Championship Team | MG Metro 6R4                  | MON     | SWE     | POR     | SAF     | FRA Ret | GRE     | NZL     | ARG     | FIN     | CDM     | SRE     | GBR     | USA     |         |     |     | -    | 0      |
| 1987 | Ford France                          | Ford Sierra RS Cosworth       | MON     | SWE     | POR     | SAF     | FRA 8   | GRE     | USA     | NZL     | ARG     | FIN     | CDM     | ITA 4   | GBR     |         |     |     | 22º  | 13     |
| 1988 | Ford France                          | Ford Sierra RS Cosworth       | MON     | SWE     | POR Ret | SAF     |         |         |         |         |         |         |         |         |         |         |     |     | 7º   | 32     |
| 1988 | Ford                                 | Ford Sierra RS Cosworth       |         |         |         |         | FRA 1   | GRE     | USA     | NZL     | ARG     | FIN 3   | CDM     | ITA Ret | GBR     |         |     |     | 7º   | 32     |
| 1989 | Martini Lancia                       | Lancia Delta Integrale        | SWE     | MON 2   | POR Ret | SAF     | FRA 1   | GRE 2   | NZL     | ARG     | FIN Ret |         |         |         |         |         |     |     | 5º   | 50     |
| 1989 | Martini Lancia                       | Lancia Delta HF Integrale 16v |         |         |         |         |         |         |         |         |         | AUS     | ITA Ret | CDM     | GBR     |         |     |     | 5º   | 50     |
| 1990 | Martini Lancia                       | Lancia Delta HF Integrale 16v | MON 1   | POR 2   | SAF     | FRA 1   | GRE Ret | NZL     | ARG 3   | FIN Ret | AUS Ret | ITA 1   | CDM     | GBR 5   |         |         |     |     | 2º   | 95     |
| 1991 | Jolly Club                           | Lancia Delta HF Integrale 16v | MON Ret | SWE 9   | POR 2   | SAF     | FRA 2   | GRE 4   | NZL 3   | ARG 3   | FIN 2   | AUS Ret | ITA 1   | CDM     | ESP     | GBR 12  |     |     | 3º   | 101    |
| 1992 | Martini Racing                       | Lancia Delta HF Integrale     | MON 1   | SWE     | POR Ret | SAF     | FRA 1   | GRE 1   | NZL     | ARG 1   | FIN 1   | AUS 1   | ITA Ret | CDM     | ESP 10  | GBR Ret |     |     | 3º   | 121    |
| 1993 | Toyota Castrol Team                  | Toyota Celica Turbo 4WD       | MON 1   | SWE Ret | POR     | SAF     | COR 2   | GRE Ret | ARG 3   | NZL 3   | FIN 3   | AUS Ret | SRM     | ESP 2   | GBR 6   |         |     |     | 3º   | 92     |
| 1994 | Toyota Castrol Team                  | Toyota Celica Turbo 4WD       | MON Ret | POR 2   | SAF 3   | COR 1   | GRE Ret | ARG 1   | NZL 5   | FIN 2   | SRM 1   | GBR 6   |         |         |         |         |     |     | 1º   | 116    |
| 1995 | Toyota Castrol Team                  | Toyota Celica GT-Four         | MON Ret | SWE 5   | POR 5   | COR 1   | NZL 2   | AUS Ret | ESP DES | GBR     |         |         |         |         |         |         |     |     | DSQ  | 51     |
| 1996 | 555 Subaru World Rally Team          | Subaru Impreza 555            | SWE 10  | SAF     | IND     | GRE     | ARG     | FIN     | AUS     |         |         |         |         |         |         |         |     |     | 25º  | 4      |
| 1996 | Team Mitsubishi Ralliart             | Mitsubishi Lancer Evo III     |         |         |         |         |         |         |         | SRM 8   | ESP     |         |         |         |         |         |     |     | 25º  | 4      |
| 1997 | R.A.S. Sport                         | Ford Escort RS Cosworth       | MON Ret | SWE     | SAF     | POR     | ESP     | COR     |         |         |         |         |         |         |         |         |     |     | 11º  | 6      |
| 1997 | H.F. Grifone                         | Toyota Celica GT-Four         |         |         |         |         |         |         | ARG 5   | GRE     | NZL     |         |         |         |         |         |     |     | 11º  | 6      |
| 1997 | Toyota Castrol Team                  | Toyota Corolla WRC            |         |         |         |         |         |         |         |         |         | FIN 8   | IDN Ret | ITA 8   | AUS 3   | GBR Ret |     |     | 11º  | 6      |
| 1998 | Toyota Castrol Team                  | Toyota Corolla WRC            | MON 14  | SWE 6   | KEN 4   | POR Ret | ESP 1   | FRA 6   | ARG Ret | GRE 2   | NZL 2   | FIN 4   | ITA Ret | AUS 3   | GBR Ret |         |     |     | 5º   | 34     |
| 1999 | Toyota Castrol Team                  | Toyota Corolla WRC            | MON 3   | SWE 4   | KEN 2   | POR 3   | ESP 2   | FRA 5   | ARG 3   | GRE Ret | NZL 4   | FIN Ret | CHN 1   | ITA 3   | AUS Ret | GBR Ret |     |     | 3º   | 52     |
| 2000 | SEAT Sport                           | SEAT Córdoba WRC Evo2         | MON Ret | SWE 10  | KEN 3   | POR 10  | ESP 13  | ARG Ret | GRE Ret | NZL Ret |         |         |         |         |         |         |     |     | 12º  | 4      |
| 2000 | SEAT Sport                           | SEAT Córdoba WRC Evo3         |         |         |         |         |         |         |         |         | FIN 11  | CHI     | FRA 8   | ITA 17  | AUS 8   | GBR 9   |     |     | 12º  | 4      |
| 2001 | Peugeot Total                        | Peugeot 206 WRC               | MON Ret | SWE Ret | POR 8   | ESP 1   | ARG Ret | CYP Ret | GRE Ret | KEN Ret | FIN Ret | NZL 6   | ITA 3   | FRA 3   | AUS 3   | GBR 7   |     |     | 7º   | 23     |
| 2002 | Didier Auriol                        | Toyota Corolla WRC            | MON Ret | SWE     | COR     | ESP     | CHI     | ARG     | GRE     | SAF     | FIN     | GER     | SRM     | NZL     | AUS     | GBR     |     |     | -    | 0      |
| 2003 | Škoda Motorsport                     | Škoda Octavia WRC Evo3        | MON 9   | SWE 18  | TUR Ret | NZL 8   | ARG 6   | GRE 9   | CHI Ret |         |         |         |         |         |         |         |     |     | 13º  | 4      |
| 2003 | Škoda Motorsport                     | Škoda Fabia WRC               |         |         |         |         |         |         |         | GER Ret | FIN Ret | AUS 12  | SRM 12  | COR Ret | ESP Ret | GBR 11  |     |     | 13º  | 4      |
| 2005 | Didier Auriol                        | Peugeot 206 WRC               | MON Ret | SWE     | MEX     | NZL     | ITA     | CYP     | TUR     | GRE     | ARG     | FIN     | GER     | GBR     | JPN     | FRA     | ESP | AUS | -    | 0      |

### IRC
| Año  | Equipo           | Automóvil                      | 1       | 2       | 3   | 4       | 5   | 6   | 7   | 8       | 9   | 10  | 11  | Posi. | Puntos |
| ---- | ---------------- | ------------------------------ | ------- | ------- | --- | ------- | --- | --- | --- | ------- | --- | --- | --- | ----- | ------ |
| 2008 | H.F. Grifone SRL | Fiat Abarth Grande Punto S2000 | EST     | POR Ret | YPR | RUS Ret | MAD | BCZ | AST | SAN Ret | VAL | CHI |     | -     | 0      |
| 2009 |                  | Peugeot 207 S2000              | MON Ret | CUR     | KEN | AZO     | YPR | RUS | MAD | BCZ     | AST | SAN | ESC | -     | 0      |